# Nektarnik epoletowy
Nektarnik epoletowy (Cinnyris habessinicus) – gatunek małego ptaka z rodziny nektarników (Nectariniidae). Występuje na Półwyspie Somalijskim i nieco dalej na północ oraz na obrzeżach Półwyspu Arabskiego. Nie jest zagrożony wyginięciem.

## Taksonomia
Pierwszy formalny opis nektarnika epoletowego przypisuje się Hemprichowi i Ehrenbergowi. Ukazał się w 1828, kilka lat po śmierci Hempricha. Holotyp pochodził z ówczesnej Abisynii, a dzisiejszej Etiopii. Interior tego regionu był celem wyprawy, w której brało udział obydwu niemieckich zoologów. Hemprich nie dożył jednak jej końca; jeszcze podczas podróży po wyspach i portach Morza Czerwonego był wyraźnie wyczerpany. Zmarł z powodu wysokiej gorączki w czerwcu 1825 w porcie w Massaua na terenie dzisiejszej Erytrei. Autorzy nadali nowemu gatunkowi nazwę Nectarinia (Cinnyris) habessinica.
Obecnie (2021) Międzynarodowy Komitet Ornitologiczny (IOC) umieszcza nektarnika epoletowego w rodzaju Cinnyris, podobnie jak i inne autorytety. Kwestią sporną jest liczba podgatunków oraz związane z nią wydzielanie nektarnika arabskiego (C. (h.) hellmayri) do osobnego podgatunku. Za pozostawieniem go w obrębie nektarnika epoletowego, który w takim ujęciu dzieli się na 5 podgatunków, jest IOC (2021) oraz autorzy Kompletnej listy ptaków świata (2021), Howard and Moore Complete Checklist... (2014) i Clements Checklist of Birds of the World (sierpień 2021). Według autorów listy ptaków świata opracowywanej we współpracy BirdLife International z autorami HBW (6. wersja online: grudzień 2021) te dwa taksony powinny mieć rangę gatunków. Tym samym nektarnik epoletowy na ich liście dzieli się na 3 podgatunki występujące w Afryce, natomiast nektarnik arabski – 2 podgatunki występujące na Półwyspie Arabskim. Ponieważ BirdLife International jest autorytetem w dziedzinie ptaków dla Międzynarodowej Unii Ochrony Przyrody (IUCN), ta przyjęła ten sam system klasyfikacji; nektarnik epoletowy i arabski są oceniane osobno. Wcześniej były oceniane łącznie jako jeden gatunek, do którego przypisywano również jeden z podgatunków nektarnika ciemnogardłego (C. jugularis), nektarnika ciemnobrzuchego (C. j. idenburgi).

## Morfologia
Długość ciała wynosi około 11,5–13 cm. Masa ciała jest przeciętnie mniejsza u samic; ogółem u obu płci łącznie wynosi od 7 do 12 g. Wymiary szczegółowe podane w milimetrach przedstawia poniższa tabela.
| Podgatunek         | Płeć   | n  | Dł. skrzydła     | n  | Dł. ogona        | n  | Dł. dzioba       | n  | Dł. skoku    | Źródło |
| ------------------ | ------ | -- | ---------------- | -- | ---------------- | -- | ---------------- | -- | ------------ | ------ |
| C. h. habessinicus | samce  | 10 | 67–71 (68,5)     | 10 | 45–51 (47,9)     | 10 | 21–24 (22,7)     | 10 | 26–27 (26,4) | [ 15 ] |
| C. h. habessinicus | samice | 10 | 58–62 (59,6)     | 10 | 37–42 (39,6)     | 10 | 19–23 (20,8)     | 10 | 25–26 (26,3) | [ 15 ] |
| C. h. alter        | samce  | 10 | 68–71 (69,6)     | —  | —                | 10 | 23–26 (24,6)     | —  | —            | [ 15 ] |
| C. h. alter        | samice | —  | —                | —  | —                | —  | —                | —  | —            | [ 15 ] |
| C. h. hellmayri    | samce  | 14 | 70,5–74,0 (72,3) | 13 | 49–54 (51,6)     | 15 | 23–27 (25,1)     | —  | —            | [ 13 ] |
| C. h. hellmayri    | samice | 8  | 61–66 (63,8)     | 9  | 40,5–48,0 (44,4) | 9  | 21,9–24,9 (23,0) | —  | —            | [ 13 ] |
| C. h. kinneari     | samce  | 15 | 69,0–76,5 (71,8) | 15 | 47–52 (50,0)     | 15 | 22,0–26,3 (23,3) | —  | —            | [ 13 ] |
| C. h. kinneari     | samice | 8  | 62,5–70,0 (65,2) | 8  | 44–48 (45,8)     | 8  | 20,2–22,0 (20,6) | —  | —            | [ 13 ] |

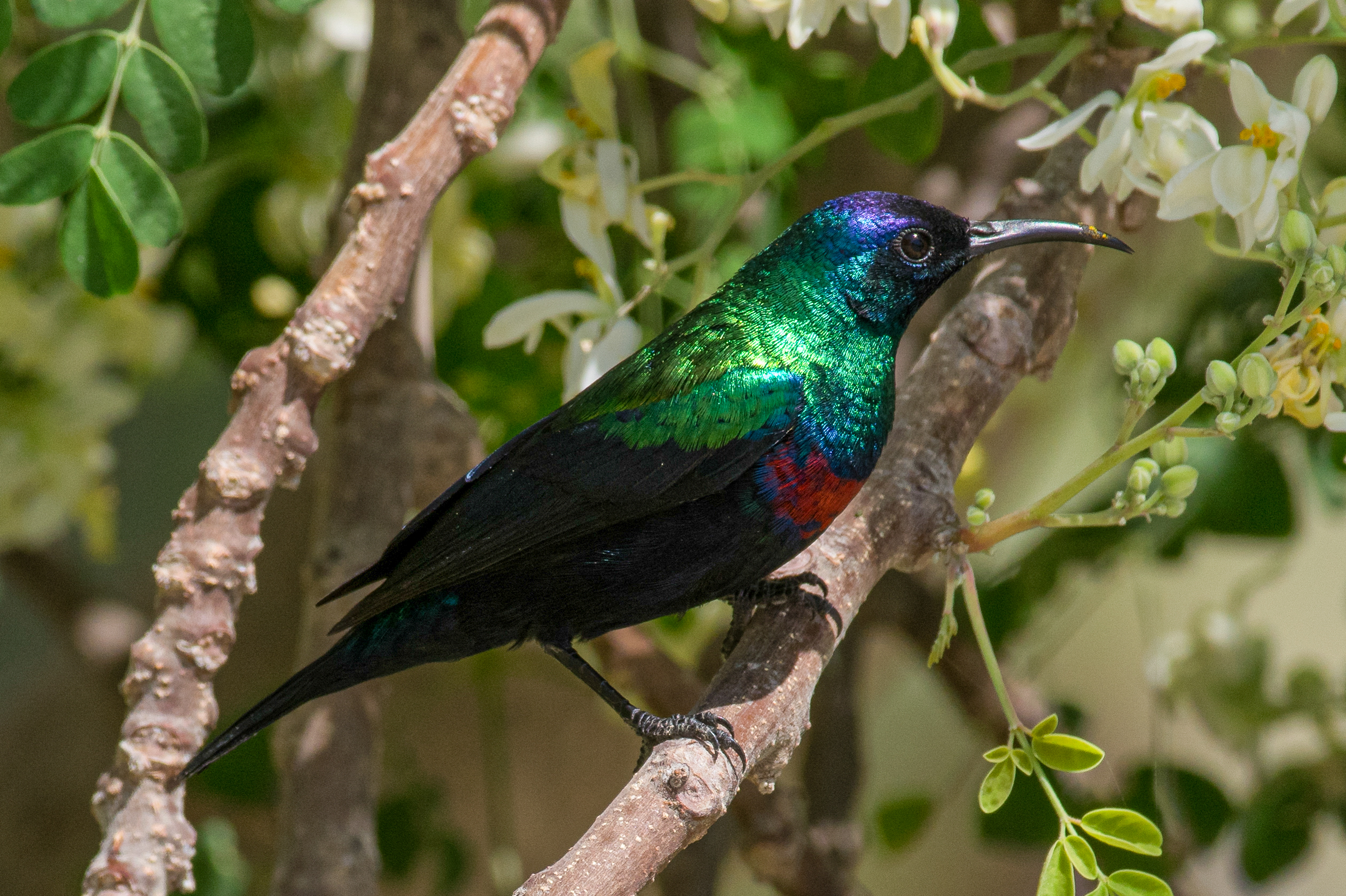
Z bliska i w dobrym oświetleniu w upierzeniu samca widać zarówno czerwonawy i zielony, jak i fioletowy oraz niebieskawy połysk. Na zdjęciu osobnik z Salala w Omanie

Większość upierzenia samca ma barwę czarniawą z jaskrawozielonym metalicznym połyskiem. Na piersi znajduje się czerwona (opisywana też jako karminowa albo szkarłatna) przepaska (nad nią znajduje się jeszcze cienka niebieskozielona przepaska), której szerokość jest wysoce zmienna. Ma około 7,5–11 mm szerokości. Zwykle nie przykuwa mocno uwagi obserwatora. Gardło, skrzydła i spód ciała (aż po pokrywy podogonowe) są nieco ciemniejsze. W dobrym oświetleniu i z bliskiej odległości można zauważyć również fioletowy lub niebieskawy połysk. Na piersi (po bokach) znajdują się kępki żółtych piór, które samce pokazują podczas zalotów. Samice są ciemniejsze z wierzchu i nieco jaśniejsze na spodzie ciała. Wyróżnia się jasna brew i ciemniejszy pasek oczny. Dokładne odcienie są różne u samic poszczególnych podgatunków, po smoliście brązowe wierzchnie partie ciała u części nektarników epoletowych z Półwyspu Arabskiego. Na pokrywach podogonowych widoczne paski układające się „w jodełkę”. Nektarniki arabskie od epoletowych odróżniają się: znacznie węższą i nieco mniej połyskującą czerwoną przepaską na piersi u samców; większym obszarem zajmowanym przez niebieskie pokrywy nadogonowe u samców oraz głębszą barwą, jaką się mienią; znacznie ciemniejszym, szarym lub brązowoszarym upierzeniem u samic. Ponadto ich przeciętne rozmiary są większe niż u nektarników epoletowych. Wspomniane różnice w upierzeniu przyczyniły się do decyzji niektórych autorów o podniesieniu nektarnika arabskiego do rangi gatunku.
Dziób jest stosunkowo długi, łukowato wygięty. Ma barwę czarną, tak jak i nogi. Tęczówka ciemnobrązowa.

## Zasięg występowania

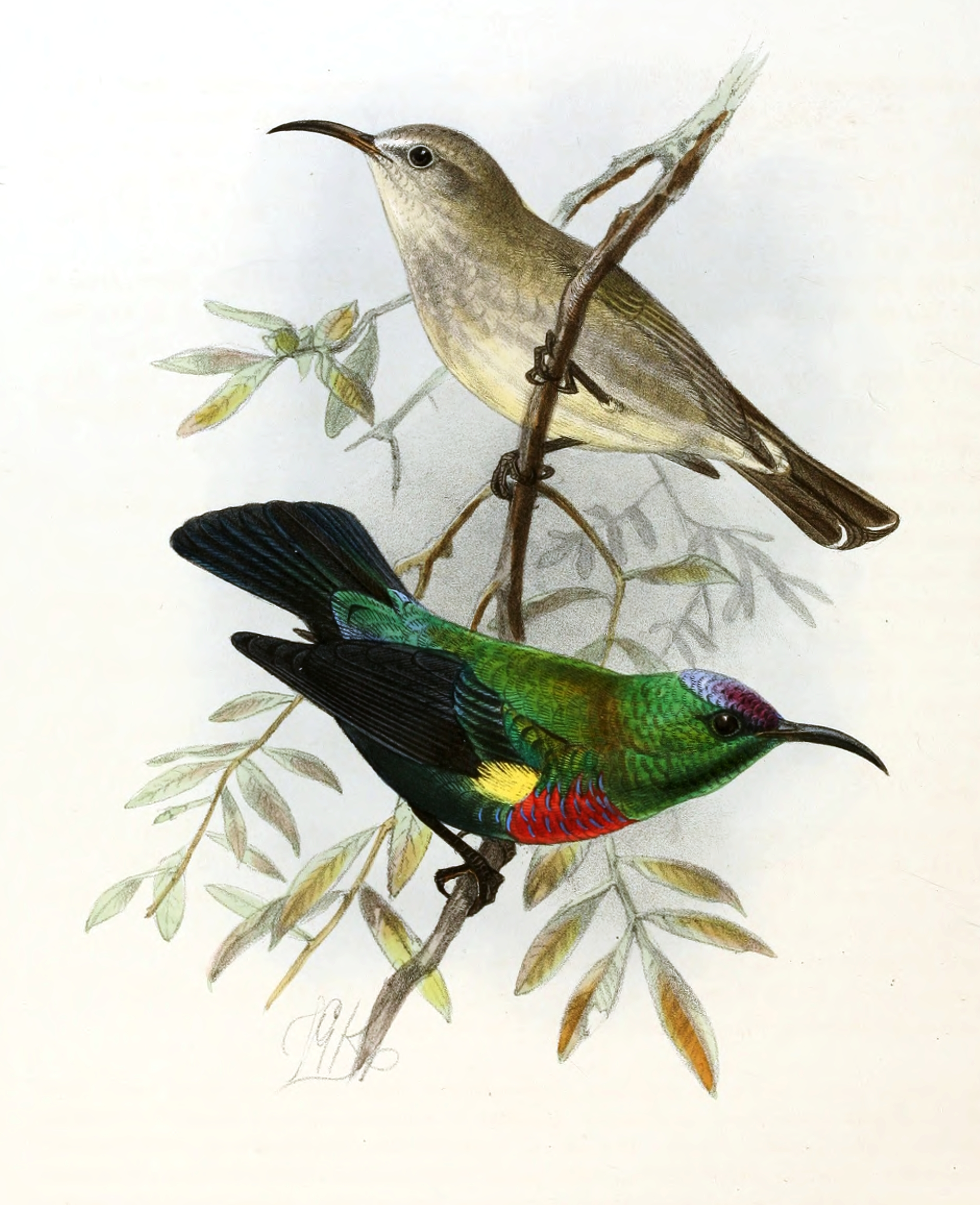
Samica i samiec nektarnika epoletowego na ilustracji z 1880; autor: John Gerrard Keulemans

Obszar występowania przedstawicieli poszczególnych podgatunków obejmuje:
- C. h. kinneari Bates, 1935 – zachodnia Arabia Saudyjska, od południowej części regionu Hidżaz na południe po prowincję Asir;
- nektarnik arabski, C. h. hellmayri Neumann, 1904 – skrajnie południowo-zachodnia część Arabii Saudyjskiej (okolice miasta Nadżran), Jemen i południowo-zachodni Oman (Muhafazat Zufar);
- nektarnik epoletowy, C. h. habessinicus (Hemprich & Ehrenberg, 1828) – obszar od północno-wschodniego Sudanu (Dżabal Ilba, przy granicy z Egiptem; obecnie pod kontrolą Egiptu, mimo roszczeń ze strony Sudanu) na południe przez Erytreę po północną i środkową Etiopię, aż do Harer i Yabelo. Osobniki widywane w Dżibuti mogą należeć do tego podgatunku. Niekiedy jako miejsce jego występowania jest również podawana północna Somalia;
- C. h. alter Neumann, 1906 – wschodnia Etiopia i północna Somalia (na północ od równoleżnika 7°N);
- C. h. turkanae Van Someren, 1920 – południowo-wschodni Sudan Południowy, północno-wschodnia Uganda, północna i środkowa Kenia, południowa Etiopia (na północ po Arussi) oraz południowo-zachodnia Somalia (wzdłuż górnego biegu rzeki Dżuba).

Nektarniki epoletowe nie były widziane na żadnej z czterech wysp archipelagu Sokotra. W Afryce występują na południe od równoleżnika 22°N. Na Półwyspie Arabskim gniazdują na pewno co najmniej jeszcze na szerokości Mekki, powyżej 21°N, jednak obserwowano budowę gniazda najdalej na szerokości 25,5°N. Dalej na północ od miejsc gniazdowania nektarniki epoletowe występują poza sezonem lęgowym.

## Pożywienie
Zarówno w Afryce, jak i na Półwyspie Arabskim nektarniki epoletowe żywią się głównie nektarem i bezkręgowcami. Ponadto przynajmniej w Afryce jedzą też owoce, jak te drzew arakowych Salvadora persica. Wśród spożywanych bezkręgowców odnotowano gąsienice i inne larwy, chrząszcze (Coleoptera), muchówki (Diptera), pluskwiaki (Hemiptera), błonkoskrzydłe (Hymenoptera), termity (Isoptera), motyle (Lepidoptera) i pajęczaki (Araneae).
Wśród roślin, których nektarem żywią się nektarniki epoletowe, odnotowano następujące:
- w Afryce: ślazowate (Malvaceae); figowiec (Ficus); daktylowiec właściwy (Phoenix dactylifera); szałwia (Sylvia); Stereospermum (bignoniowate); głożyna cierń Chrystusa (Ziziphus spina-christi); niezidentyfikowane gązewnikowate (Loranthaceae).
- na Półwyspie Arabskim: Maerua crassifolia (kaparowate); Moringa peregrina (moringowate); jadłoszyn baziowaty (Prosopis julifloria); Anisotes trisulcus (akantowate); oleander pospolity (Nerium oleander);
- w obydwu miejscach: mleczara wyniosła (Calotropis procera); wianowłostka Delonix elata; aloes (Aloe), w tym aloes zwyczajny (A. vera); akacja (Acacia); kapary (Capparis), na Półwyspie Arabskim C. decidua i prawdopodobnie C. cartilaginea.

## Ekologia i zachowanie

### Preferencje środowiskowe
Nektarniki epoletowe zamieszkują suche cierniste zakrzewienia, wyschnięte koryta rzeczne z kwitnącymi roślinami, uprawy, ogrody, kamieniste zbocza i górskie lasy, a na Półwyspie Somalijskim – zadrzewienia niemal każdego typu. Były odnotowywane od poziomu morza do około 1975 m n.p.m. w Somalii (jednak głównie między 900 a 1250 m n.p.m.) i 1980 m n.p.m. w Etiopii, a w Kenii – między 400 a 1000 m n.p.m. Kenijska populacja zamieszkuje w większości strefę półpustyń – znajduje się w niej blisko 84% obszaru występowania, z czego na 63% jego powierzchni roczna suma opadów nie przekracza 500 mm. Na Półwyspie Arabskim nektarniki epoletowe występują wśród stosunkowo bujnej roślinności na zboczach wzgórz lub wadi oraz w suchych zakrzewieniach na sawannach, w parkach i ogrodach. Nie pojawiają się w typowo pustynnych obszarach. Odnotowywane były przeważnie dość daleko od wybrzeża, powyżej 250 m n.p.m. i poniżej 1800 m n.p.m. Były widywane do 2300 m n.p.m. w okolicy stolicy Jemenu, Sany.

### Tryb życia i zachowanie
Nektarniki epoletowe prowadzą osiadły tryb życia. Prawdopodobnie w wielu regionach odbywają wędrówki na skalę lokalną, zależnie od dostępności pożywienia. Takie obserwowane są między innymi na Dżabal Ilba, gdzie nektarniki epoletowe pospolicie pojawiają się w lutym i marcu w okresie kwitnienia wianowłostki Delonix elata, a znikają w kwietniu, gdy okres kwitnienia drzew się skończy. Żerują pojedynczo, w parach i w grupach złożonych z 4–5 osobników. W porównaniu do wielu innych gatunków nektarników wydają się lepiej tolerować obecność przedstawicieli własnego gatunku. Bywały widywane w dużych stadach, do około 75 osobników (obserwacja z Jemenu).

## Lęgi

### Okres lęgowy
Okres składania jaj na granicy Sudanu i Egiptu (Dżabal Ilba) trwa od grudnia do stycznia, w Erytrei – od grudnia do lutego (lęgi ogółem stwierdzano od grudnia do marca), w Etiopii – w styczniu, kwietniu, czerwcu i być może w sierpniu, w Somalii – od lutego do maja, w Kenii – w grudniu i od kwietnia do lipca. Na Półwyspie Arabskim większość aktywności lęgowej ma miejsce od marca do lipca. Była jednak w różnej formie odnotowywana niemal cały rok i wśród nektarników epoletowych na Półwyspie wydaje się brakować wyraźnego okresu gniazdowania związanego z miejscem występowania. Nektarniki epoletowe w Afryce mogą wyprowadzać dwa lęgi w roku, na Półwyspie Arabskim prawdopodobnie tylko jeden lęg w roku (dowodów na drugi nie było przynajmniej do 2010). Są monogamiczne i terytorialne.

### Gniazdo
Obserwowano zarówno budowę gniazda przez samicę (z samcem pozostającym w pobliżu), jak i samca. Zwykle odpowiada za to jednak samica. Raz obserwowano rozbiórkę już gotowej konstrukcji przez obydwa ptaki z pary; powód był nieznany. Gniazdo nektarnika epoletnikowego to częściowo zamknięta konstrukcja; ma kształt owalny z wyraźnie zaznaczonym „przedsionkiem”. Mierzy blisko 10 cm długości i 7 cm szerokości. Budulec stanowią włókna roślinne, trawy, liście, kokony i pajęczyny, a wyściółkę – podobny do wełny roślinny puch (między innymi wilców, Ipomoea i mleczar, Calotropis), pierze, pajęczyny i wełna. Często gniazdo może wydawać się białawe ze względu na ilość użytych pajęczyn, roślinnego puchu i innego delikatnego materiału, drobnych traw i kokonów. Czasami nektarniki epoletowe przyozdabiają je białymi płatkami kwiatów. Raz stwierdzono wplecenie w konstrukcję dużej ilości białego materiału izolującego z pobliskiego miejsca budowy. Gniazda afrykańskich i arabskich przedstawicieli gatunku są do siebie podobne. 

### Jaja, inkubacja i opieka nad młodymi
W zniesieniu znajduje się 1 lub 2 jaja; raz w zachodnim Jemenie widziano parę karmiącą 3 podloty. Skorupka ma barwę białą; pokrywają ją jasne szarobrązowe plamy i nieregularne czarne wzory skupione przy szerszym końcu. Przybliżone wymiary podane bez liczby zmierzonych jaj czy miejsca ich pochodzenia to około 19,5 na 15,0 mm dla podgatunku nominatywnego i 19,0–19,5 na 13,5–14,0 mm u C. h. turkanae.
Czas wysiadywania oraz potrzebny do opierzenia się młodych pozostawały nieznane jeszcze w 2021 roku. Wiadomo jedynie, że młode są karmione przez obydwa ptaki z pary. Być może niewielka liczba piskląt jest przystosowaniem do małej dostępności bezkręgowców, które otrzymują młode nektarniki.

## Status
IUCN uznaje nektarnika epoletowego za gatunek najmniejszej troski (LC, Least Concern) od 2016 (stan w 2021); wcześniej był klasyfikowany razem z nektarnikiem arabskim, który jednak jako osobny gatunek również ma status LC. BirdLife International uznaje trend liczebności populacji za prawdopodobnie stabilny w przypadku obydwu nektarników.